# Triton (ort i Kanada)
Triton är en ort i Kanada.   Den ligger i provinsen Newfoundland och Labrador, i den östra delen av landet, 1 600 km öster om huvudstaden Ottawa. Triton ligger 6 meter över havet och antalet invånare är 998.
Terrängen runt Triton är platt. Havet är nära Triton åt sydost. Trakten är glest befolkad. Triton är det största samhället i trakten. 